# Шаполовская, Гражина
Гражи́на Шаполовская (пол. Grażyna Szapołowska) — польская актриса театра, кино и телевидения.

## Биография
Гражина Шаполовская родилась 19 сентября 1953 года в Быдгоще. Актёрское образование получила в Театральной академии им. А. Зельверовича в Варшаве, которую окончила в 1977 году. Выступает в спектаклях польского «театра телевидения» с 1977 года. Наиболее известна благодаря роли Ливии в венгерской драме Кароя Макка 1982 года «Глядя друг на друга».

## Избранная фильмография

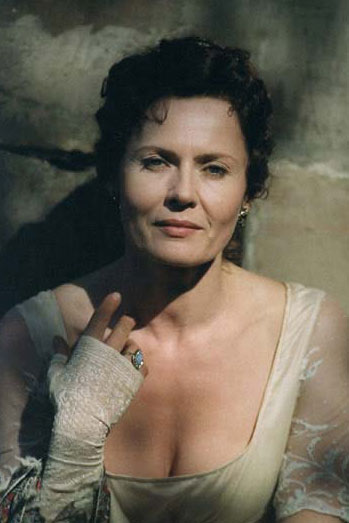
Гражина Шаполовская (2008)

- 1974 — Самый важный день жизни / Najważniejszy dzień życia
- 1975-1976 — Сорокалетний / 40-latek (телесериал)
- 1977 — Кукла / Lalka (телесериал)
- 1978 — Запах земли / Мирис земље
- 1978 — 80 гусаров / 80 huszár
- 1980 — Грешная жизнь Франциски Булы / Grzeszny żywot Franciszka Buły
- 1980 — Перед отлётом / Przed odlotem
- 1981 — Большой пикник / Wielka majówka
- 1981 — Доложи, 07 / 07 zgłoś się (телесериал)
- 1982 — Великий Шу / Wielki Szu
- 1982 — Глядя друг на друга / Egymásra nézve
- 1983 — Надзор / Nadzór
- 1984 — Без конца / Bez końca
- 1985 — Медиум / Medium
- 1987 — Магнат / Magnat
- 1987 — Табу / Tabu  — мать Мильки
- 1987 — Загон   — Клер Риджуэй
- 1987 — Первая встреча, последняя встреча  — Ванда, певица кафешантана
- 1988 — Хануссен / Hanussen    — Валери де ла Мер
- 1988 — Короткий фильм о любви / Krótki film o miłości  — Магда
- 1989 — Декалог 6 / Dekalog 6  — Магда
- 1989 — Лава / Lawa
- 1991 — Осуждение / La Condanna  — Моника
- 1991 — Сейшелы / Seszele  — пани Гражина
- 1991 — Площадь Испании / Piazza di Spagna (телесериал)
- 1992 — Прекрасная незнакомка / Piękna nieznajoma   — Людмила, прекрасная незнакомка
- 1997 — Брат нашего Бога / Brat naszego Boga
- 1999 — Пан Тадеуш / Pan Tadeusz
- 2001 — Одна июньская ночь / Noc czerwcowa  — пани Эвелина
- 2005 — Кароль. Человек, ставший Папой Римским / Karol, un uomo diventato Papa
- 2006 — Ты только люби / Tylko mnie kochaj
- 2010 — Розочка / Różyczka
- 2011 — Варшавская битва. 1920 / 1920 Bitwa Warszawska
- 2013 — Беги, мальчик, беги / Lauf Junge lauf
- 2020 — 365 дней/365 Dni

## Признание
- 1989 — Премия «Silver Hugo» за лучшую женскую роль («Короткий фильм о любви») — XXV Международный кинофестиваль в Чикаго.
- 1992 — Премия имени Эннио Флайяно за роль в итальянском телесериале «Площадь Испании».
- 2004 — Кавалерский крест Ордена Возрождения Польши.
- 2005 — Золотая Медаль «За заслуги в культуре Gloria Artis».